# Горгас, Джозайя
Джоза́йя Го́ргас (англ. Josiah Gorgas) (1 июля 1818 — 15 мая 1883) — американский военный, генерал армии Конфедерации в годы гражданской войны в США, один из немногих генералов северного происхождения на службе Конфедерации. После войны был президентом алабамского университета.
Во время гражданской войны Горгас стал главой артиллерийского департамента Конфедерации и добился регулярного снабжения армии орудиями и амуницией, несмотря на федеральную блокаду и тот факт, что к началу войны на юге практически не было военной индустрии. Горгас вел дневник, который стал популярным источником по истории войны.

## Ранние годы
Джозайя Горгас родился в округе Дофин в Пенсильвании. В 1837 году он поступил в военную академию Вест-Пойнт и окончил её 6-м по успеваемости в выпуске 1841 года. После академии Горгас был определен в артиллерийский департамент во временном звании второго лейтенанта. Он участвовал в мексиканской войне и 1 июля 1855 года был произведен в капитаны за выслугу лет. В 1853 году он женился на Амелии Гейл, дочери бывшего губернатора Алабамы, Джона Гейла.
До начала войны Горгас служил в различных арсеналах страны. В начале свой карьеры — на Ватервлитском арсенале под Нью-Йорком, затем на арсенале Детройта. После мексиканской войны он служил в Пенсильвании, а в ноябре 1851 года был переведен в форт Монро в Вирджинии. Там он начал сотрудничать с компанией «Tredegar Iron Works», которая впоследствии станет главным поставщиком стали для Конфедерации. В 1853 году Горгас начал службу в арсенале Монт-Вернон в Алабаме. 21 марта 1861 года он уволился из армии США.

## Гражданская война
После начала гражданской войны Горгас встал на сторону Юга, руководствуясь не столько политическими принципами, сколько конфликтами в профессиональной сфере. Он переехал в Ричмонд и стал шефом артиллерийского департамента Конфедерации в звании майора. Ранее он служил практически во всех американских арсеналах и как никто другой подходил для этой должности. Он сразу же принялся создавать военную промышленность практически с нуля. На Юге в то время не было литейных заводов, кроме Tredegar Iron Works. Не было винтовочного производства, кроме небольшого арсенала в Ричмонде и северокаролинском Файетвилле. Позже в распоряжение Горгаса поступили захваченные станки из федерального арсенала в Харперс-Ферри — изготовителя винтовок для армии США, а также около 34 тысяч готовых прикладов и другие материалы. Из них было произведено около 38 тысяч т. н. Ричмондских винтовок.
Горгас основал несколько оружейных и литейных мастерских, нашел источники селитры и построил большой пороховой завод в Огасте. Благодаря его усилиям у армий Юга практически не было проблем с вооружением, хотя постоянно ощущалась нехватка всего остального. 10 ноября 1864 года Горгасу было присвоено звание бригадного генерала.